# Uesugi Harunori
Uesugi Harunori (上杉 治憲?   1751 - 1822) fue un daimyō japonés, noveno mandatario del dominio feudal Yonezawa, una región de Okitama, y descendiente de Fujiwara no Yoshikado. Nació en Edo, siendo el segundo hijo de un daimyō del clan Akizuki, que controlaba parte de la provincia de Hyuga. Su madre fue la nieta del cuarto mandatario de Yonezawa. Sus nombres de la infancia fueron "Matsusaburō" (松三郎) y "Naomatsu" (直松). Fue adoptado por Uesugi Shigesada, entonces daimyō de Yonezawa, y en 1767 le sucedió en el cargo. Tras su retiro adoptó el nombre de Yozan (鷹山).

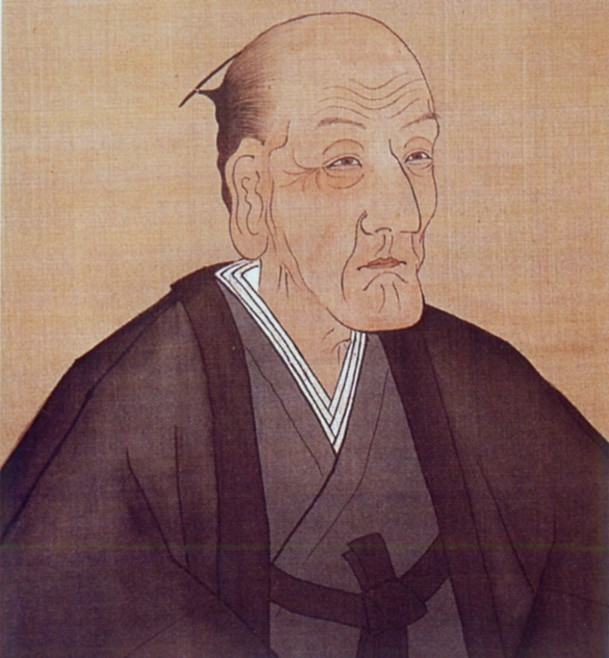
Uesugi Harunori.

Se le conoce principalmente por sus reformas financieras, y a menudo se le cita como ejemplo de buen gobernador de un dominio. El dominio Yonezawa había estado endeudado durante unos cien años hasta que Harunori tomó el control. Shigesada incluso había sopesado la idea de convertir el dominio en un shogunato como último recurso. Sin embargo, fue convencido por su suegro, el daimyō de la provincia Owari, para que en lugar de eso simplemente abdicase como daimyō. Fue entonces cuando Harunori se convirtió en el nuevo daimyō de Yonezawa.
Introdujo medidas disciplinarias estrictas, y ordenó la ejecución de varios karō  (asesores) que se oponían a sus planes. El resultado de las diversas medidas implementadas fue que Yonezawa se convirtió en un dominio bastante próspero, y no sufrió la hambruna que azotó Japón en la era Tenmei (1781-1789). En 1830, poco después de una década tras la muerte de Harunori, Yonezawa fue declarado oficialmente por el shoguntato como un ejemplo de dominio bien gobernado.
Expuso sus puntos de vista sobre el rol de un señor feudal y la labor de gobierno en una carta dirigida a su hijo, Uesugi Haruhiro:

El estado (国家, kokka) es heredado de un ancestro, y se pasa a un descendiente; no debe ser administrado egoístamente.

El pueblo pertenece al estado; no deben ser administrados egoístamente.

El señor existe por el bien del estado y del pueblo: el estado y el pueblo no existen por el bien del señor.